# Amha Selassie
Amha Selassie, född Asfaw Wossen Tafari 27 juli 1916 i Harrar i Kejsardömet Etiopien, död 17 januari 1997 i McLean i USA, var en etiopisk prins, son till kejsar Haile Selassie och Menen Asfaw.  Han var sin fars äldste son och kronprins. Han utropades till monark under kuppen 1960, efter sin fars avsättning 1974, och antog självmant titeln kejsare i exil 1989.